# Offagna
Offagna ist eine italienische Gemeinde mit 2088 Einwohnern (Stand 31. Dezember 2023) in der Provinz Ancona in den Marken. Die Gemeinde liegt etwa 15 Kilometer südwestlich von Ancona.
Offagna trägt die Bandiera Arancione und ist Mitglied der Vereinigung I borghi più belli d’Italia (Die schönsten Orte Italiens).

## Geschichte

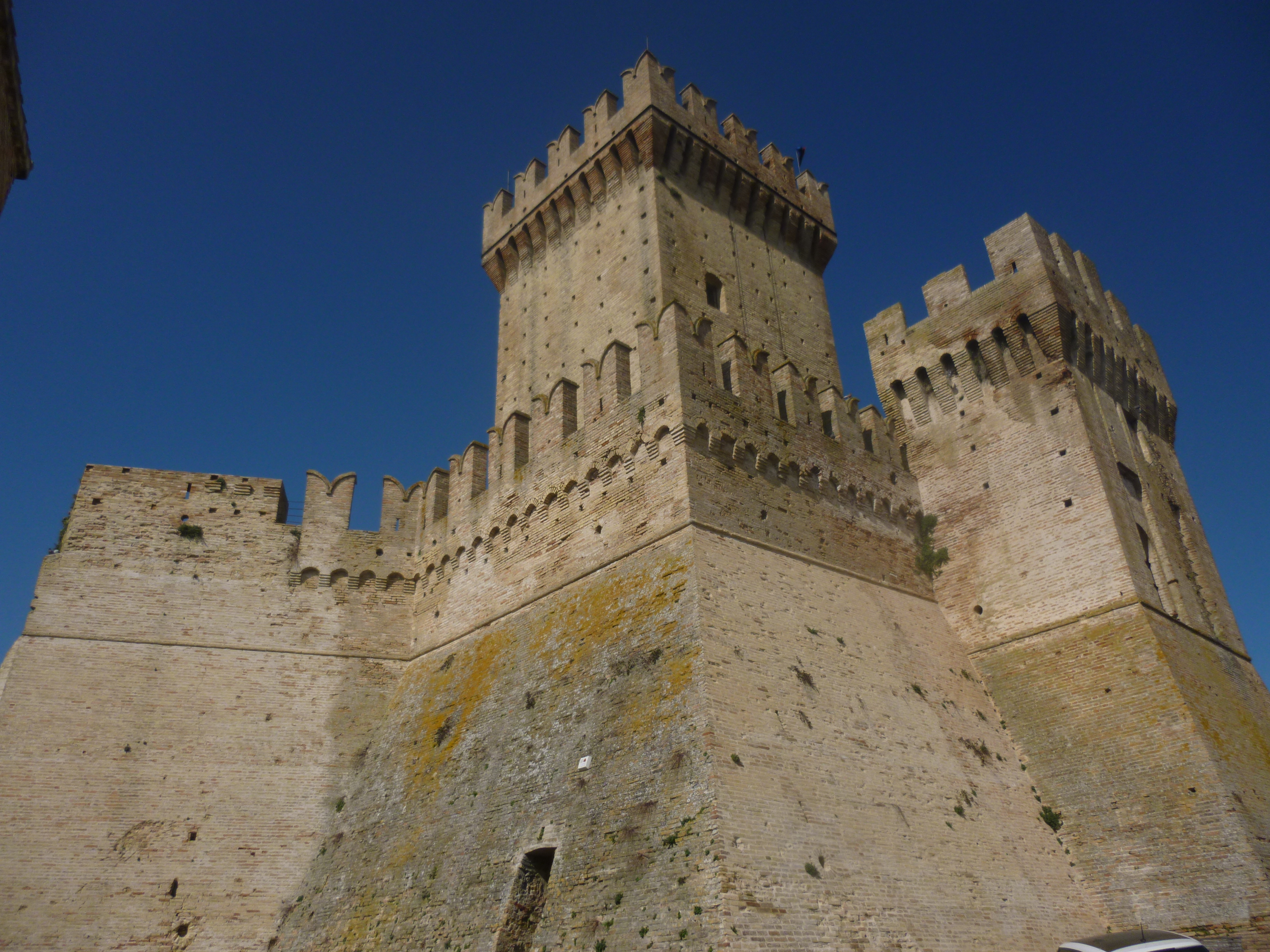
La Rocca

Offagna beruht vermutlich auf einer Gründung von Siedlern aus der Stadt Osimo. Nach 1532 gehörte es zum Kirchenstaat.

## Sehenswürdigkeiten
Sehenswert ist die mittelalterliche Festung (italienisch Rocca).